# شاکر رقیعی
شاکر رقیعی (عربی: شاكر الرقيعي؛ زادهٔ ۲۵ مهٔ ۱۹۸۷) بازیکن فوتبال اهل تونس است.
از باشگاه‌هایی که در آن بازی کرده‌است می‌توان به باشگاه فوتبال آفریقایی، باشگاه فوتبال الجرجیسی، و باشگاه فوتبال اسپرانس تونس اشاره کرد.
وی همچنین در تیم ملی فوتبال تونس بازی کرده‌است.